# Hội chứng tắc mạch mỡ
Hội chứng tắc mạch mỡ xảy ra khi chất béo đi vào dòng máu và dẫn đến các triệu chứng. Các triệu chứng thường bắt đầu trong vòng một ngày. Điều này có thể bao gồm phát ban xuất huyết, giảm mức độ ý thức và khó thở. Các triệu chứng khác có thể bao gồm sốt và giảm lượng nước tiểu. Nguy cơ tử vong là khoảng 10%.
Tắc mạch mỡ thường xảy ra do gãy xương như xương đùi hoặc xương chậu. Các nguyên nhân tiềm năng khác bao gồm viêm tụy, phẫu thuật chỉnh hình, ghép tủy xương và hút mỡ. Các cơ chế cơ bản liên quan đến viêm lan rộng. Chẩn đoán dựa trên các triệu chứng.
Điều trị chủ yếu là chăm sóc hỗ trợ. Điều này có thể liên quan đến liệu pháp oxy, dịch truyền tĩnh mạch, albumin và thở máy. Trong khi một lượng nhỏ chất béo thường xuất hiện trong máu sau khi bị gãy xương, hội chứng tắc mạch mỡ rất hiếm. Tình trạng này được Zenker chẩn đoán lần đầu tiên vào năm 1862.

## Dấu hiệu và triệu chứng
Các triệu chứng của hội chứng tắc mạch mỡ (FES) có thể bắt đầu từ 12 giờ đến 3 ngày sau khi chẩn đoán bệnh lâm sàng tiềm ẩn. Ba đặc điểm đặc trưng nhất là: suy hô hấp, đặc điểm thần kinh và xuất huyết da. Suy hô hấp (hiện diện trong 75% các trường hợp) có thể khác nhau từ suy yếu nhẹ cần oxy bổ sung đến suy nặng cần phải thở máy. Đối với các đặc điểm thần kinh, những người mắc FES có thể trở nên lờ đờ, bồn chồn, giảm thang điểm hôn mê (GCS) do phù não thay vì thiếu máu não. Do đó, các dấu hiệu thần kinh không được xếp bên cạnh một bên của cơ thể. Ở dạng nghiêm trọng của chứng phù não, một người có thể trở nên không đáp ứng. Phát ban Petechiae thường xảy ra ở 50% bệnh nhân. Biểu hiện da như vậy là tạm thời và có thể biến mất trong vòng một ngày. Hội chứng tắc mạch mỡ có thể được chia thành ba loại:
- FES cận lâm sàng - Nó biểu hiện như giảm áp suất riêng phần của oxy (PaO2) trên khí máu động mạch (ABG) với các thông số huyết loạn trí [5] (giảm hemoglobin hoặc giảm tiểu cầu) [6] kết hợp với sốt, đau, khó chịu, thở nhanh, nhịp tim nhanh. Tuy nhiên, không có suy hô hấp. Tuy nhiên, nó thường bị nhầm lẫn với các triệu chứng sau phẫu thuật là sốt, đau và khó chịu.[5]
- FES bán cấp (phi tối cấp FES) - Ba tính năng đặc trưng của thuyên tắc mỡ có mặt: suy hô hấp, dấu hiệu thần kinh, và da xuất huyết. Ban xuất huyết được nhìn thấy trên ngực, nách, vai và miệng.[5] Nhiễm trùng mao mạch da do thuyên tắc mỡ dẫn đến phát ban xuất huyết. Phát ban Petechiae xảy ra ở 50 đến 60% các trường hợp.[7] Các dấu hiệu thần kinh như nhầm lẫn, choáng váng và hôn mê có thể xuất hiện. Đây thường là tạm thời và không xảy ra ở một bên của cơ thể. Suy hô hấp có thể nhẹ và có xu hướng cải thiện vào ngày thứ ba. Thay đổi võng mạc tương tự như bệnh võng mạc của Purtscher cũng có thể xuất hiện.[5] Thay đổi võng mạc xảy ra ở 50% bệnh nhân mắc FES. Đây là những sợi bông tiết ra và xuất huyết nhỏ dọc theo mạch võng mạc và hoàng điểm.[7]
- FES Fulminant - Loại FES này hiếm hơn nhiều so với hai loại trên. Nó thường xảy ra trong vài giờ đầu tiên của chấn thương. Ba đặc điểm của FES tồn tại ở dạng nghiêm trọng nhất. Nguyên nhân tử vong thường là do suy tim phải cấp tính.[5]